# Elecciones generales de Costa Rica de 1998
Las elecciones presidenciales de Costa Rica de 1998 fueron realizadas el domingo 1 de febrero de 1998 resultando electo Miguel Ángel Rodríguez Echeverría del Partido Unidad Social Cristiana  con el 46.96% por sobre su rival José Miguel Corrales Bolaños del Partido Liberación Nacional que obtuvo 44.56%.
Otros candidatos fueron Vladimir de la Cruz de Lemos de Fuerza Democrática que tuvo 3.0%, Walter Muñoz Céspedes del Partido Integración Nacional con 1.5% y Sherman Thomas Jackson de Renovación Costarricense con 1.4%.

## Elecciones primarias
El Partido Unidad Social Cristiana no realizó elecciones primarias ratificando la candidatura única de Miguel Ángel Rodríguez Echeverría. 
La Convención Nacional Liberacionista de 1997 se realizó el 1 de junio de ese año entre los simpatizantes del Partido Liberación Nacional, entonces partido oficialista, para seleccionar su candidato presidencial de cara a los comicios de 1998.
Resultó vencedor por amplio margen (más del 70% de los votos) José Miguel Corrales Bolaños por sobre su único rival el expresidente del Congreso, Jorge Walter Coto Molina.
Precandidatos
- José Miguel Corrales Bolaños. Dos veces diputado a ese momento, figura muy popular por sus denuncias cuando formó parte de la Comisión de Narcotráfico de la Asamblea Legislativa.
- Jorge Walter Coto Molina. También fue legislador e incluso ejerció la Presidencia del Congreso.

De previo al proceso se rumorearon como posibles precandidatos electorales a figuras como Rolando Araya Monge, Carlos Manuel Castillo Morales, Alberto Fait Lizano, Fernando Naranjo Villalobos, Ottón Solís Fallas, Elías Soley Soler, Francisco Morales Hernández y Antonio Álvarez Desanti.
Carlos Manuel Castillo (quien fue candidato presidencial en 1990 pero resultó derrotado ante el candidato socialcristiano Rafael Ángel Calderón Fournier) era considerado el precandidato que gozaba del apoyo del gobierno y de la tendencia figuerista a lo que intentó distanciarse debido a lo muy impopular que era, en aquel momento, la administración del liberacionista José María Figueres Olsen. A la inversa, Corrales era visto como distanciado del gobierno y de Figueres Olsen. Finalmente Castillo se retiró de la contienda sin inscribir formalmente su precandidatura.
Días previos a la elección Corrales se reunió con el expresidente Óscar Arias Sánchez y su hermano Rodrigo Arias y se rumoreó que iban a solicitar un aplazamiento de un mes de la fecha planeada de la convención así como que Corrales postularía a Rodrigo Arias como su candidato vicepresidencial, lo cual no se dio. Mientras el principal rival del PLN, el Partido Unidad Social Cristiana no realizaría convención ratificando la postulación del Dr. Miguel Ángel Rodríguez Echeverría quien había sido candidato en las elecciones previas, sin primarias.
Finalizada la elección el precandidato perdedor Walter Coto acusó fraude electoral en el proceso y apeló el resultado solicitando una anulación. El Tribunal Electorial Interno del PLN confirmó que hubo manejo inadecuado de votos pero rechazó la anulación alegando que la cantidad de votos anulados no afectaban el resultado. No obstante la acusación golpeó la imagen del partido.
Corrales perdería las elecciones frente a Rodríguez (famoso por su pensamiento liberal) asegurando que hubo irregularidades electorales y una campaña de encuestas en su contra.
|  | 72.6 % |

|  | 27.4 % |

## Campaña
El gobierno de José María Figueres Olsen se encontraba sumido en una crisis económica y en una situación de grave impopularidad por lo que el candidato liberacionista José Miguel Corrales debió distanciarse lo más posible del gobierno de su propio partido y mostrarse crítico al mismo. Asimismo, la convención previa había abierto muchas heridas que no habían cicatrizado por lo que el PLN se encontraba débil, golpeado por divisiones internas y con lo que la prensa describió como confusión ideológica. Por el contrario el PUSC se encontraba fortalecido. Rodríguez había sido candidato en la elección anterior por lo que gozaba de gran exposición mediática, el único rival que se anunció fue el diputado Luis Fishman del ala calderonista del PUSC, sin embargo éste finalmente depuso sus aspiraciones y el partido ratificó a Rodríguez sin primarias.
Durante la administración Figueres Olsen se había ratificado al denominado "Pacto Figueres-Calderón" entre los dos líderes más emblemáticos de los dos partidos tradicionales; el propio Figueres por el PLN y el expresidente Rafael Ángel Calderón Fournier por el PUSC, ambos hijos de los fundadores del liberacionismo y del calderonismo, las dos tradiciones políticas más importantes y rivales de Costa Rica y que convergían respectivamente en los dos partidos mayoritarios. Este acuerdo, sin embargo, fue muy mal recibido por la población y generó severas críticas y cuestionamientos de todos los sectores. Así como Corrales estaba distanciado de Figueres, Rodríguez provenía del ala liberal del PUSC y había sido el principal contricante histórico de Calderón Fournier por el liderazgo del partido.

## Presidente y Vicepresidentes

### Resultados
|  | 46.96 % |

|  | 44.56 % |

|  | 3.00 % |

|  | 1.44 % |

|  | 1.39 % |

|  | 0.93 % |

|  | 0.42 % |

|  | 0.30 % |

|  | 0.26 % |

|  | 0.22 % |

|  | 0.22 % |

|  | 0.19 % |

|  | 0.10 % |

|  | 96.98 % |

|  | 0.48 % |

|  | 2.54 % |

|  | 100.00 % |

|  | 69.99 % |

### Por provincia
| Provincia  | Rodríguez (PUSC) | Rodríguez (PUSC) | Corrales (PLN) | Corrales (PLN) | de la Cruz (FD) | de la Cruz (FD) | Muñoz (PIN) | Muñoz (PIN) | Thomas (RC) | Thomas (RC) | Otros  | Otros |      |
| Provincia  | Votos            | %                | Votos          | %              | Votos           | %               | Votos       | %           | Votos       | %           | Votos  | %     |      |
| ---------- | ---------------- | ---------------- | -------------- | -------------- | --------------- | --------------- | ----------- | ----------- | ----------- | ----------- | ------ | ----- | ---- |
| Provincia  | Alajuela         | 120,682          | 46.86          | 117,600        | 45.67           | 8,062           | 3.13        | 2,466       | 0.96        | 3,126       | 1.21   | 5,581 | 2.17 |
| Cartago    | 74,501           | 44.35            | 80,109         | 47.69          | 5,306           | 3.16            | 2,307       | 1.37        | 1,362       | 0.81        | 4,028  | 2.62  |      |
| Guanacaste | 56,073           | 55.63            | 40,931         | 40.61          | 1,777           | 1.76            | 300         | 0.30        | 584         | 0.58        | 1.124  | 1.12  |      |
| Heredia    | 53,530           | 43.39            | 60,387         | 46.35          | 4,497           | 3.45            | 2,119       | 1.63        | 2,764       | 2.12        | 4,099  | 3.06  |      |
| Limón      | 52,361           | 59.58            | 28,280         | 32.18          | 2,303           | 2.62            | 771         | 0.88        | 1,327       | 1.51        | 2,848  | 3.23  |      |
| Puntarenas | 65,154           | 56.23            | 44,699         | 38.57          | 2,184           | 1.88            | 550         | 0.47        | 607         | 0.52        | 5,686  | 4.31  |      |
| San José   | 226,859          | 42.94            | 246,828        | 46.72          | 17,589          | 3.33            | 11,421      | 2.16        | 9,543       | 1.81        | 16,117 | 3.04  |      |
| Total      | 652,160          | 46.96            | 618,834        | 44.56          | 41,710          | 3.00            | 19,934      | 1.44        | 19,313      | 1.39        | 36,747 | 2.65  |      |

## Asamblea Legislativa
Las elecciones legislativas costarricenses de 1998 se realizaron el 1 de febrero  al mismo tiempo que las elecciones presidenciales y de regidores, y se escogieron a los 57 miembros de la Asamblea Legislativa de Costa Rica. Resultó vencedor el Partido Unidad Social Cristiana con mayoría de diputados electos, mismo que ganó la presidencia con su candidato el empresario Miguel Ángel Rodríguez Echeverría. El Partido Liberación Nacional pasó a la oposición pero se mantuvo como segunda fuerza. El izquierdista Fuerza Democrática incrementó su número de diputados de dos a tres. Además hubo fracciones unipersonales por parte de los partidos Movimiento Libertario, Integración Nacional, Renovación Costarricense y Acción Laborista Agrícola.
Tres figuras políticas de partidos alternativos llegaron al Congreso en estas elecciones; Otto Guevara Guth del ML, Justo Orozco Álvarez de RC y Walter Muñoz Céspedes por el PIN, todos los cuales serían candidatos presidenciales varias veces a futuro (Orozco dos veces, Guevara cuatro y Muñoz cinco). Otros políticos importantes que fueron elegidos diputados en esta ocasión fueron el futuro presidente Abel Pacheco de la Espriella y su futuro vicepresidente Luis Fishman Zonzinski. También fue el primer período legislativo del diputado José Merino del Río, entonces por Fuerza Democrática. Merino sería luego el fundador del partido izquierdista Frente Amplio que se convertiría en uno de los principales partidos del país.
Cabe destacar que se dio un notorio "quiebre del voto", es decir, que los porcentajes no se distribuyeron de forma uniforme en las papeletas presidencial y legislativa. Así, Rodríguez obtuvo ligeramente más votos para presidente (46%) que su partido para diputados (41%), pero la diferencia fue mucho más marcada en el caso del Partido Liberación Nacional cuyo candidato, el abogado José Miguel Corrales Bolaños, obtuvo 44% del voto popular mientras su partido recibió tan solo el 34% de los votos para diputados, es decir, 10% menos, lo que provocó una reducción importante en su bancada. Por el contrario los partidos minoritarios recibieron usualmente más apoyo en sus papeletas diputadiles que en sus papeletas presidenciales, fenómeno muy común en esta etapa donde el ciudadano sentía que el voto presidencial para estos partidos se malgastaba, pero se sentía libre de apoyarlos para el Parlamento.

#### Partidos participantes
|  | 41.18 % |

|  | 34.83 % |

|  | 5.77 % |

|  | 3.08 % |

|  | 2.78 % |

|  | 2.02 % |

|  | 1.23 % |

|  | 1.23 % |

|  | 1.09 % |

|  | 0.92 % |

|  | 0.91 % |

|  | 0.90 % |

|  | 0.69 % |

|  | 0.66 % |

|  | 0.54 % |

|  | 0.52 % |

|  | 0.48 % |

|  | 0.44 % |

|  | 0.16 % |

|  | 0.16 % |

|  | 0.16 % |

|  | 0.14 % |

|  | 0.12 % |

|  | 96.71 % |

|  | 1.00 % |

|  | 2.29 % |

|  | 100.00 % |

|  | 69.18 % |

### Por provincia
| Provincia  | Unidad Social Cristiana | Unidad Social Cristiana | Liberación Nacional | Liberación Nacional | Fuerza Democrática | Fuerza Democrática | Movimiento Libertario | Movimiento Libertario | Nacional Independiente | Nacional Independiente | Renovación Costarricense | Renovación Costarricense | Demócrata | Demócrata | Pueblo Unido | Pueblo Unido | Otros | Otros |   |
| Provincia  | %                       | S                       | %                   | S                   | %                  | S                  | %                     | S                     | %                      | S                      | %                        | S                        | %         | S         | %            | S            | %     | S     |   |
| ---------- | ----------------------- | ----------------------- | ------------------- | ------------------- | ------------------ | ------------------ | --------------------- | --------------------- | ---------------------- | ---------------------- | ------------------------ | ------------------------ | --------- | --------- | ------------ | ------------ | ----- | ----- | - |
| Provincia  | San José                | 37.60                   | 8                   | 36.21               | 8                  | 7.31               | 2                     | 4.64                  | 1                      | 4.69                   | 1                        | 2.44                     | 1         | 1.60      | 0            | 0.88         | 0     | 4.63  | 0 |
| Alajuela   | 40.89                   | 4                       | 35.52               | 4                   | 5.20               | 1                  | 1.40                  | 0                     | 1.30                   | 0                      | 1.38                     | 0                        | 1.08      | 0         | 0.41         | 0            | 12.82 | 1     |   |
| Cartago    | 39.39                   | 3                       | 36.49               | 3                   | 5.14               | 0                  | 1.71                  | 0                     | 2.08                   | 0                      | 0.97                     | 0                        | 1.15      | 0         | 1.75         | 0            | 11.32 | 0     |   |
| Heredia    | 39.20                   | 3                       | 35.85               | 2                   | 7.12               | 0                  | 2.45                  | 0                     | 3.22                   | 0                      | 2.48                     | 0                        | 1.76      | 0         | 1.12         | 0            | 6.80  | 0     |   |
| Guanacaste | 50.05                   | 3                       | 33.66               | 2                   | 4.19               | 0                  | 1.08                  | 0                     | 0.55                   | 0                      | 3.10                     | 0                        | 0.21      | 0         | 0.62         | 0            | 6.54  | 0     |   |
| Puntarenas | 50.50                   | 4                       | 32.42               | 2                   | 3.05               | 0                  | 3.95                  | 0                     | 0.97                   | 0                      | 1.16                     | 0                        | 0.70      | 0         | 1.60         | 0            | 5.65  | 0     |   |
| Limón      | 47.71                   | 2                       | 24.30               | 2                   | 2.70               | 0                  | 3.29                  | 0                     | 1.11                   | 0                      | 2.49                     | 0                        | 0.74      | 0         | 2.88         | 0            | 14.78 | 0     |   |
| Total      | 41.18                   | 27                      | 34.83               | 23                  | 5.77               | 3                  | 3.08                  | 1                     | 2.78                   | 1                      | 2.02                     | 1                        | 1.23      | 0         | 1.09         | 0            | 8.02  | 1     |   |

## Concejos municipales
| Parties                   | Parties                                       | Votos     | %      | ±      | Regidores | Regidores | Síndicos | Síndicos |
| Parties                   | Parties                                       | Votos     | %      | ±      | Total     | +/-       | Total    | +/-      |
| ------------------------- | --------------------------------------------- | --------- | ------ | ------ | --------- | --------- | -------- | -------- |
|                           | Partido Unidad Social Cristiana (PUSC)        | 564,531   | 40.86  | -0.65  | 271       | +39       | 295      | +190     |
|                           | Partido Liberación Nacional (PLN)             | 488,870   | 35.38  | -10.98 | 226       | -43       | 145      | -178     |
|                           | Fuerza Democrática (FD)                       | 85,313    | 6.17   | +1.27  | 24        | +2        | 0        | 0        |
|                           | Movimiento Libertario (ML)                    | 33,544    | 2.43   | Nuevo  | 4         | Nuevo     | 0        | Nuevo    |
|                           | Renovación Costarricense (PRC)                | 25,654    | 1.86   | Nuevo  | 0         | Nuevo     | 0        | Nuevo    |
|                           | Partido Integración Nacional (PIN)            | 23,896    | 1.73   | Nuevo  | 3         | Nuevo     | 0        | Nuevo    |
|                           | Partido Demócrata (PD)                        | 19,204    | 1.39   | Nuevo  | 0         | Nuevo     | 0        | Nuevo    |
|                           | Partido Acción Laborista Agrícola (PALA)      | 15,157    | 1.10   | +0.76  | 7         | +7        | 2        | +2       |
|                           | Partido Nacional Independiente (PNI)          | 14,975    | 1.08   | +0.49  | 2         | +2        | 0        | 0        |
|                           | Unión Generaleña (PUG)                        | 13,378    | 0.99   | -0.65  | 3         | -1        | 0        | 0        |
|                           | Nuevo Partido Democrático (NPD)               | 12,804    | 0.93   | Nuevo  | 2         | Nuevo     | 0        | Nuevo    |
|                           | Pueblo Unido (PU)                             | 12,216    | 0.88   | +0.88  | 1         | +1        | 0        | 0        |
|                           | Rescate Nacional (PRN)                        | 11,385    | 0.82   | Nuevo  | 2         | Nuevo     | 0        | Nuevo    |
|                           | Yunta Progresista Escazuceña (YPE)            | 9,699     | 0.70   | Nuevo  | 4         | Nuevo     | 3        | Nuevo    |
|                           | Partido Independiente (PI)                    | 8,095     | 0.59   | +0.18  | 3         | +3        | 0        | 0        |
|                           | Partido Agrario Nacional (PAN)                | 7,827     | 0.57   | -0.56  | 5         | -2        | 0        | 0        |
|                           | Curridabat Siglo XXI (CSXXI)                  | 5,117     | 0.37   | Nuevo  | 2         | Nuevo     | 1        | Nuevo    |
|                           | Partido Convergencia Nacional (PCN)           | 4,044     | 0.29   | +0.05  | 1         | +1        | 0        | 0        |
|                           | Partido Acción Democrática Alajuelense (PADA) | 4,027     | 0.29   | -0.49  | 1         | -2        | 0        | 0        |
|                           | Partido del Sol (PdS)                         | 3,628     | 0.26   | Nuevo  | 2         | Nuevo     | 2        | Nuevo    |
|                           | Alianza Nacional Cristiana (ANC)              | 2,787     | 0.20   | +0.20  | 0         | 0         | 0        | 0        |
|                           | Partido Guanacaste Independiente (PGI)        | 2,610     | 0.19   | -0.14  | 2         | 0         | 0        | 0        |
|                           | Fuerza Agraria de los Cartagineses (FAC)      | 2,430     | 0.18   | Nuevo  | 0         | Nuevo     | 0        | Nuevo    |
|                           | Partido Auténtico Limonense (PAL)             | 1,871     | 0.14   | -0.17  | 1         | 0         | 0        | 0        |
|                           | Partido Humanista de Montes de Oca (PH-MdO)   | 1,870     | 0.14   | Nuevo  | 1         | Nuevo     | 0        | Nuevo    |
|                           | Cambio Ya (CYA)                               | 1,790     | 0.13   | Nuevo  | 0         | Nuevo     | 0        | Nuevo    |
|                           | Partido Independiente Belemita (PIB)          | 1,386     | 0.10   | Nuevo  | 1         | Nuevo     | 0        | Nuevo    |
|                           | Partido Alajuelita Nueva (PALNU)              | 1,350     | 0.10   | -0.07  | 1         | 0         | 0        | 0        |
|                           | Partido Humanista de Heredia (PH-Her)         | 1,128     | 0.08   | Nuevo  | 0         | Nuevo     | 0        | Nuevo    |
|                           | Partido Acción Golfiteña (PAGOL)              | 694       | 0.05   | Nuevo  | 0         | Nuevo     | 0        | Nuevo    |
|                           |                                               |           |        |        |           |           |          |          |
| Votos válidos             | Votos válidos                                 | 1,380,833 | 96.55  |        |           |           |          |          |
| Votos en blanco           | Votos en blanco                               | 13,740    | 0.96   |        |           |           |          |          |
| Votos nulos               | Votos nulos                                   | 35,601    | 2.49   |        |           |           |          |          |
| Total                     | Total                                         | 1,430,174 | 100.00 | -      | 578       | +34       | 447      | +19      |
| Registrados/Participación | Registrados/Participación                     | 2,045,173 | 69.99  |        |           |           |          |          |
|                           |                                               |           |        |        |           |           |          |          |
| Fuentes                   |                                               |           |        |        |           |           |          |          |